# 아게다시도후

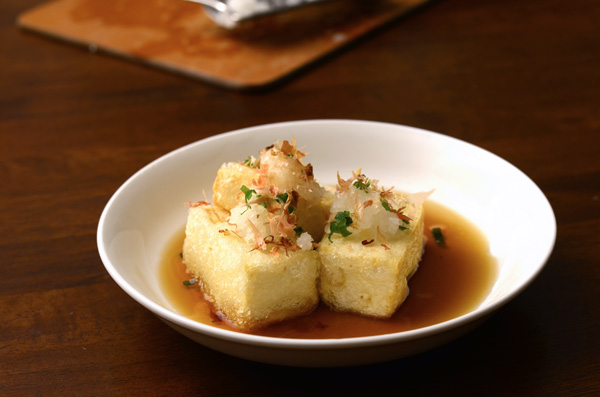
아게다시도후

아게다시도후(揚げ出し豆腐, "약간 튀긴 두부")는 일본식 뜨거운 두부 요리이다. 연두부(키누고시)는 입방체로 자르고 감자 전분이나 옥수수 전분을 살짝 뿌린 다음 황금빛 갈색이 될 때까지 튀긴다. 그런 다음 육수, 미림, 쇼유(일본 간장)로 만든 뜨거운 국물(텐츠유)에 잘게 다진 네기(파의 일종)와 간 무 또는 가쓰오부시(가다랑어포)를 위에 뿌린다.

## 역사
아게다시도후는 오래되고 잘 알려진 요리이다. 1782년에 출판된 두부 햐쿠친(문자 그대로 "백 두부")이라는 제목의 일본 두부 요리책에 냉장 두부(히야약코) 및 조림 두부(유두부)와 같은 다른 두부 요리와 함께 포함되어 있다.

## 기타 요리
아게다시도후가 가장 잘 알려진 아게다시 요리이지만, 비슷한 기술로 다른 요리를 준비할 수도 있다. 여기에는 가지를 사용하는 아게다시나스(揚げ出し茄子)가 포함된다.